# 阿波羅 (小行星)
(1862) 阿波羅（1862 Apollo）是卡爾·威廉·萊茵姆特在1932年發現的一顆Q-型小行星，但是一度遺失，直到1973年才再被發現，它的名稱是希臘的太陽神阿波羅。
它是第一顆被發現的阿波羅型小行星，並以他命名該型小行星，但因為它曾失蹤過，因此序號為1862，比其他的阿波羅型小行星，例如(1566) 伊卡洛斯，的序號更高。分析它的自轉提供了YORP效應的觀測證據。    
它是第一顆被確認會穿越地球軌道的小行星，它也會穿越金星和火星的軌道。

## 衛星
在2005年11月4日，宣布它有一顆衛星，或稱為阿波羅的衛星，這是位於波多黎各的阿雷西博天文台在2005年10月29日至11月2日的觀測資料檢出的。這顆衛星標準的臨時名稱是S / 2005年1862 Apollo (1862 1) ，公告發表在國際天文學聯合會的快訊IAUC 8627 。這顆衛星的直徑只有80米，並且非常靠近阿波羅，軌道半徑只有3公里。

## 進階讀物
- Ďurech, J.; Vokrouhlický, D.; Kaasalainen, M.; Weissman, P.; Lowry, S. C.; Beshore, E.; Higgins, D.; Krugly, Y. N.; Shevchenko, V. G.; Gaftonyuk, N. M.; Choi, Y.-J. . Astronomy & Astrophysics. 2008-09, 488 (1). Bibcode:2008A&A...488..345D. ISSN 0004-6361. doi:10.1051/0004-6361:200809663.

## 外部連結
- (1862) Apollo （页面存档备份，存于） 小行星中心数据库
- NASA JPL orbital simulation 1862 Apollo (Java) （页面存档备份，存于）